# Julio Ayllón Aparicio
Julio Ayllón Aparicio, auch bekannt unter dem Spitznamen El Negro, ist ein ehemaliger peruanischer Fußballspieler auf der Position des Stürmers, der zwischen 1946 und 1954 in Mexiko spielte und 1949/50 Torschützenkönig der mexikanischen Primera División war.

## Biografie
Ayllón begann seine Profikarriere beim peruanischen Verein Santiago Barranco und wechselte von dort über Telmo Carbajo zum Mariscal Sucre FC, mit dem er 1944 die peruanische Meisterschaft gewann.
1946 kam er nach Mexiko, wo er zunächst drei Jahre für die von einer Brauerei finanzierte Unión Deportiva Moctezuma spielte, mit der er 1947 die Copa México und den Supercup gewann, beim letztgenannten Spiel allerdings vorzeitig des Feldes verwiesen wurde.
In der Saison 1949/50 spielte er für den Club Deportivo Veracruz, bei dem er das erfolgreichste Jahr seiner Profikarriere erlebte; denn mit seinen 30 Toren hatte er nicht nur maßgeblichen Anteil am Gewinn der Meisterschaft der Tiburones Rojos, sondern war auch noch Torschützenkönig der mexikanischen Liga. Seinen zweiten mexikanischen Meistertitel gewann er 1952/53 mit dem Club Deportivo Tampico, mit dem er noch im selben Jahr auch seinen zweiten Supercup gewann.

## Erfolge

### Auszeichnungen
- Torschützenkönig der mexikanischen Liga: 1949/50

### Verein
- Peruanischer Meister: 1944 (mit Mariscal)
- Mexikanischer Meister: 1949/50 (mit Veracruz), 1952/53 (mit Tampico)
- Copa México: 1947 (mit Moctezuma)
- Mexikanischer Supercup: 1947 (mit Moctezuma), 1953 (mit Tampico)